# Boz Burrell
Raymond Burrell, detto Boz (Lincoln, 1º agosto 1946 – Marbella, 21 settembre 2006), è stato un cantante e polistrumentista britannico, conosciuto per aver fatto parte di King Crimson e Bad Company.

## Biografia
Esordisce come chitarrista nel 1963, nei Lombard & The Tea Time Four, band locale della piccola città di King's Lynn (comprendente anche il chitarrista Mike Patto). Nel 1964 la band viene votata come miglior gruppo beat del West Norfolk dal sondaggio del quotidiano locale Lynne News & Advertiser. Sempre nel 1964, i Tea Time Four fanno da spalla a gruppi come i Manfred Mann e i Pretty Things, e registrano il loro primo singolo R6B dal titolo She will not Care, senza però avere alcun riscontro di vendite.
Nel 1965 il gruppo cambia nome in The Boz People dopo aver aggiunto il tastierista Ian McLagan, ex Muleskinners che poi si unirà agli Small Faces. Un contratto con la Columbia consente alla band di registrare ben quattro singoli nel 1966 che escono sotto la sigla Boz & the Boz people: Isn't that So/You're just the kind of girl I wanted, Meeting Time/Nobody knows the blues (scritta dallo stesso Burrell), Pinocchio/Stay as you are, The Baby song/Carry on screaming. L'insuccesso di questi singoli, unito a un furto degli strumenti e alle crescenti tensioni fra Ian McLagan, amante del blues, e gli altri che invece vorrebbero suonare pezzi più jazz porta allo sfaldamento del gruppo.
In quello stesso periodo circolano voci sulla stampa musicale britannica intorno alla possibilità che Burrell possa sostituire il cantante degli Who, Roger Daltrey, dopo che questi era venuto alle mani con Keith Moon, ma alla fine non se ne fa nulla. Nel 1966 Burrell entra nei Sidewinders, con Mark Charig alla cornetta (che poi ritroverà nei King Crimson), Johnny Marshall al sax baritono, Len Neldrett alla chitarra, Tex Makins al basso, Jimmy Scott alle congas e Malcolm Penn alla batteria. L'inizio è promettente in quanto la band viene scelta per accompagnare Stevie Wonder nel suo tour inglese, ma subito dopo il gruppo si scioglie e Boz si unisce per un breve periodo ai Feel for Soul, complesso di Norvich fondato dal cantante Dave Quinton di cui Boz è il sostituto.
Nel 1968 Burrell registra i suoi primi dischi come cantante solista, sempre per la Columbia. Il primo 45 giri è composto da due cover di Bob Dylan: I Shall Be Released e Dove in the Flood (storpiatura di Down in the Flood) che vedono il cantante accompagnato da nientemeno che Jon Lord (anche arrangiatore degli archi), Ritchie Blackmore e Ian Paice (quest'ultimo non è pero certo). Il secondo singolo è composto invece da una cover dei Doors (Light my Fire) e da un brano originale scritto sotto lo pseudonimo di Ray Borrall intitolato Back Against the Wall. Sempre sotto l'egida della Columbia, Burrell si aggrega ai Panorama (band formata dal chitarrista Colin Pincott, dal batterista Roy Mills e dal batterista Tex Makins, già suo sodale con i Sidewinders). Il gruppo effettua una serie di concerti in Germania senza riscuotere però alcun successo, tanto che Pincott è costretto a vendere il suo amplificatore VoxAc30 per raggranellare i soldi necessari per tornare in Inghilterra.
Nel 1971 Burrell si presenta alle audizioni che stanno tenendo i King Crimson i quali stanno mettendo insieme una line up per tenere i primi concerti dopo il tour negli Stati Uniti del 1969. Colpito dal suo innato talento come cantante, dalla sua voce melodiosa dotata di un vibrato naturale adattissima al repertorio del gruppo, Robert Fripp sceglie Boz per sostituire il defezionario Gordon Haskell già voce solista nell'album Lizard del 1970. La leggenda vuole che Boz, durante le audizioni per il nuovo bassista del gruppo (dopo che il prescelto Rick Kemp ex Steeleye Span ha improvvisamente rinunciato), prende in mano il basso lasciato da uno dei musicisti che si erano avvicendati e comincia a improvvisare attirando, ancora una volta, l'attenzione di Fripp il quale, visto il potenziale del musicista, decide di insegnargli come suonare partendo dal posizionamento delle dita, dalle scale e dandogli alcuni suggerimenti sull'intonazione. La band decide di dare una settimana di tempo al nuovo bassista per vedere se la cosa possa funzionare. In sole undici settimane Boz, aiutato anche dal batterista Ian Wallace a sincronizzarsi con la batteria, riesce a imparare tutte le parti di basso delle complesse composizioni di Fripp tanto da essere pronto per i primi concerti della nuova line-up allo Zoom Club di Francoforte nel 1971.
Nonostante la prima serata del 12 aprile 1971 vada piuttosto male (Boz ha anche problemi a ricordarsi le parole degli elaborati testi di Peter Sinfield), Boz riesce ad acquistare, data dopo data, la sicurezza necessaria per non sfigurare in pubblico anche ricorrendo a espedienti come dei piccoli cartelli di suggerimento delle parole posizionati in punti strategici.
Dopo aver concluso il 2 giugno 1971 a Bournemouth (città natale di Fripp) il primo tour inglese, Boz partecipa al concerto dei Firemen, band occasionale costituita dal suo amico chitarrista Mike Patto, che si esibisce per un'intera notte il 4 giugno al Seven Sisters Club di Londra. Con lui vari musicisti fra i quali Mel Collins, Mark Charig e Elton Dean. Nello stesso mese partecipa alla registrazione del disco Septober Energy dei Centipede di Keith Tippett, con Fripp come produttore.
Sempre nel 1971 Burrell registra con i King Crimson l'album Islands ai Command Studios di Londra.
Poco dopo la pubblicazione di Islands, i King Crimson si imbarcano per il loro secondo tour americano, che inizia a Staten Island (New York) il 6 dicembre 1971 (di supporto agli Humble Pie) e termina il primo aprile 1972 a Birmingham (Alabama) come spalla dei Badfinger. Boz dimostra di essere molto migliorato al basso, ma del tour resta solo il controverso Earthbound, uscito nel 1972 per la serie economica dell'etichetta Islands. Nel disco, la voce di Burrell viene filtrata attraverso il sintetizzatore VCS3 per la feroce apertura di 21st Century Schizoid Man.
Nonostante questi successi la sorte del gruppo è segnata: Fripp infatti già da mesi medita di formare una nuova band con John Wetton (che aveva contattato già nel 1971 prima ancora di chiamare Boz) che potesse essere in grado di suonare la nuova musica che aveva in mente (essenzialmente verso una direzione più vicina a un hard rock spigoloso e cerebrale) di cui la suite Larks Tongues in Aspic - peraltro già anticipata in parte nei concerti americani del 1972 - rappresenta l'archetipo. Nonostante gli altri membri del gruppo avessero espresso la volontà di continuare, Fripp decide di tornare da solo in Inghilterra mentre Burrell, Collins e Wallace restano negli States avendo accettato la proposta del chitarrista Alexis Korner e del cantante Peter Thorup con i quali avevano diviso i palchi nel tour statunitense e che li avevano invitati a unirsi agli S.N.A.P.E. (acronimo per Something Nasty 'appens Pratically Everyday) band decisamente orientata verso il blues rock. Con gli Snape Burrell registra nel 1972 l'album Accidentally Borne in New Orleans, in cui però non canta ma si limita a suonare il basso. L'anno seguente vede l'uscita del Live in Germany accreditato a Alexis Korner & Peter Thorup With Snape che testimonia la forza dal vivo del gruppo cui si è aggiunto anche il percussionista Gasper Lawal.
La direzione intrapresa verso un più sanguigno blues rock trova conferma nel 1973 quando Burrell si unisce ai Bad Company, “supergruppo” formato con Paul Rodgers e Simon Kirke (che provenivano dai Free) Mick Ralphs ex Mott The Hoople. Anche questa volta la ricerca del bassista da parte di Rodgers e Kirke dura qualche mese e ricade quasi “in extremis” (i Bad Company si erano già accordati con il manager dei Led Zeppelin Peter Grant ed erano pronti a partire) sull’ex King Crimson, senza averlo più di tanto messo alla prova (infatti sembra che l’“audizione” si sia consumata quasi più al pub fra boccali di birra che in studio con lo strumento alla mano), più per un discorso di affinità e simpatia che comunque prometteva bene sotto ogni punto di vista.
Con i Bad Company Burrell inizia a suonare, fra i primi, un basso fretless. Il disco di esordio (Bad Company, 1974, che vanta l'hit single Can’t Get Enough) viene registrato a Hedley Grange, una tenuta rurale in Inghilterra dove gli Zeppelin stavano incidendo il loro Physical Graffiti, e finisce dritto in hit parade sia in Gran Bretagna sia in USA, diventando disco d’oro..
I successivi dischi Straight Shooter (1975), con Feel Like Makin’ Love e Shooting Star, e Run With The Pack (1976) sono un crescendo inarrestabile di successo presso il pubblico e segnano la svolta, spedendo la band nell’empireo dei grandi gruppi del c.d. Arena Rock, con tanto di aereo personale. Il successo comincia a incrinarsi con Burnin’ Sky (1977), che non ha il successo commerciale dei precedenti pur rimanendo un lavoro assolutamente dignitoso. Il successivo Desolation Angels (1979) riguadagna la classifica capitanato da due singoli quali Rock ’n’ Roll Fantasy e Gone, Gone, Gone (quest'ultimo firmato dallo stesso Burrell).
Arrivati alle soglie degli anni ottanta, i Bad Company non riescono più a ritrovare l’armonia necessaria per stare insieme e chiudono i battenti con un ultimo disco, Rough Diamonds (1982). Seguono altri album targati Bad Company, ma senza Rodgers e Burrell in quanto la “cattiva compagnia” originale torna a lavorare insieme soltanto nel 1999; anche se la vera reunion, in termini di consapevolezza e progettualità per il futuro, è quella che avviene nel 2008 (ma questa volta senza Boz).
Dopo aver suonato anche con il chitarrista dei Ten Years After, Alvin Lee, partecipando al Best of British Blues tour del 1996, Boz Burrell si dedica negli ultimi anni essenzialmente al blues e al jazz, suonando prevalentemente in piccoli club nel Regno Unito.
Boz Burrell muore nel 2006 per una crisi cardiaca nella sua casa di Marbella, durante una prova con il bluesman scozzese Tam White, con cui collaborava da tempo. Le sue ultime parole sarebbero state: "It doesn't get any better than this" ('meglio di così non viene'), riferendosi a un giro di basso particolarmente riuscito che stava studiando con White, prima di accasciarsi a terra.